# Arianna Fontana
Arianna Fontana (Sondrio, 14 de abril de 1990) é uma patinadora em velocidade de pista curta italiana, que conquistou dois ouros nos quinhentos metros nos Jogos Olímpicos de Inverno.

## Biografia
Nas Olimpíadas de Inverno de 2006 em Turim, ela ganhou o bronze nos 3.000 m com revezamento. Ficou em 11ª no 500m e 6ª na de 1000 m.
Nas Olimpíadas de Inverno de 2010 em Vancouver, ganhou uma medalha de bronze, na competição de 500 metros, foi eliminado nas semifinais de 1500 metros, e foi eliminado nas quartas de final dos 1000 metros.
No jogos Olímpicos de Inverno de 2014 em Sochi, ela herdou a medalha de prata na pista de 500m após a colisão de Elise Christie. Christie foi desclassificada depois de causar um acidente no final. Ganhou uma medalha de bronze nos 1500m e na competição por equipes. Foi desqualificada na competição de 1000 metros.
Em outubro de 2017, Fontana foi nomeado como porta-bandeira italiana para a cerimônia de abertura dos jogos Olímpicos de Inverno de 2018 em PyeongChang, Coreia do Sul. Conquistou sua primeira medalha de ouro olímpico na pista de 500 m do evento. Conseguiu ainda prata competindo por equipe e um bronze no evento de 1000m, tornando-se a mulher com mais medalhas nesse esporte.
Obteve novamente o ouro nos quinhentos metros em Pequim 2022.

## Pódios em competições internacionais
| Competição               | 1º | 2º | 3º |
| ------------------------ | -- | -- | -- |
| Jogos Olímpicos          | 2  | 2  | 5  |
| Campeonatos Mundiais     | 1  | 6  | 7  |
| World Team Championships | 0  | 0  | 1  |
| Copa do Mundo            | 1  | 1  | 4  |
| Campeonatos Europeus     | 24 | 12 | 5  |